# Biłyj Naływ
Biłyj Naływ (ukr. Білий Налив, ros. Белый Налив) – przystanek kolejowy w miejscowości Kowel, w obwodzie wołyńskim, na Ukrainie. Leży na linii Zdołbunów – Kowel.